# Karl Mauch
Karl Gottlieb Mauch (7 de maio de 1837 – 4 de abril de 1875) foi um explorador e geógrafo alemão da África. Ele relatou sobre as ruínas arqueológicas do Grande Zimbábue em 1871 durante sua busca pela terra bíblica de Ofir.

## Exploração e Grande Zimbábue

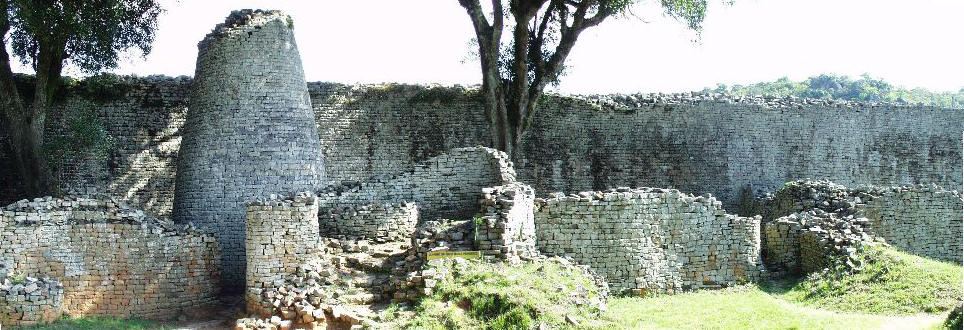
Algumas das ruínas do Grande Zimbábue como se encontram atualmente.

Em 1871, Mauch chegou às ruínas de pedra hoje conhecidas como Grande Zimbábue, cinco anos depois de descobrir as primeiras minas de ouro no Transvaal. Mauch acreditava que as ruínas eram os vestígios da cidade bíblica perdida de Ofir, descrita como a origem do ouro dado pela Rainha de Sabá ao Rei Salomão. Ele não acreditava que as estruturas pudessem ter sido construídas por uma população local anterior semelhante àquelas que habitavam a área na época de sua escavação. Pesquisas posteriores no local, incluindo um dos primeiros usos arqueológicos da aviação, resultaram na conclusão de que as estruturas tinham de fato origem africana.
O sítio do Grande Zimbábue é agora considerado como tendo sido construído por ancestrais do povo Shona entre os séculos XI e XV EC.
Mauch morreu como resultado de uma queda da janela do terceiro andar de um hotel onde estava hospedado. Não é certo se a morte foi acidental ou autoinfligida.

## Na mídia e cultura popular
"The Real King Solomon's Mines" (As Verdadeiras Minas do Rei Salomão) foi o quinto episódio da série de docudrama da World Media Rights Raiders of the Lost Past, e destacou a vida de Mauch e sua busca para descobrir as lendárias minas. O episódio foi transmitido pela primeira vez no Reino Unido através do canal Yesterday em 23 de novembro de 2012, foi dirigido por Gerry Pomeroy, narrado por Jonny Phillips e apresentou Ross Owen Williams como Karl Mauch. Durante a semana de sua primeira transmissão, a Sunday Times Culture Magazine recomendou o episódio como uma seleção da semana. Na América do Norte, o episódio foi incluído como parte da série de história televisiva Myth Hunters.